# Lubeni Haukongo
Lubeni Pombili Haukongo (ur. 24 września 2000 w Mondesie) – namibijski piłkarz grający na pozycji środkowego obrońcy. Od 2022 jest zawodnikiem klubu Cape Town Spurs FC.

## Kariera klubowa
Swoją karierę piłkarską Haukongo rozpoczął w klubie Eleven Arrows FC. W sezonie 2017/2018 zadebiutował w nim w pierwszej lidze namibijskiej. W latach 2019–2021 był zawodnikiem rezerw Lille OSC, a w sezonie 2021/2022 występował w Chippa United FC. W 2022 roku został piłkarzem Cape Town Spurs FC.

## Kariera reprezentacyjna
W reprezentacji Namibii Haukongo zadebiutował 11 listopada 2021 w zremisowanym 1:1 meczu eliminacji do MŚ 2022 z Kongiem, rozegranym w Brazzaville. W 2024 roku został powołany do kadry na Puchar Narodów Afryki 2023. Rozegrał w nim cztery mecze: grupowe z Tunezją (1:0), z Południową Afryką (0:4) i z Mali (0:0) oraz w 1/8 finału z Angolą (0:3).